# Gleb Oespenski

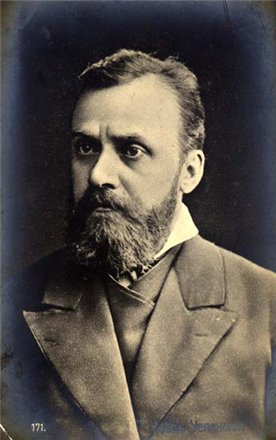
Gleb Oespenski, ca. 1880

Gleb Ivanovitsj Oespenski (Russisch: Глеб Иванович Успенский) (Toela, 25 oktober 1843 – Sint-Petersburg, 6 april 1902) was een Russisch (populistisch) schrijver. 

## Leven en werk
Oespenski was de zoon van een regeringsambtenaar in Toela. Hij las veel, studeerde in Sint-Petersburg, maar verliet voortijdig de universiteit.
Oespenski begon zijn literaire carrière met schetsen en verhalen, onder meer over het armetierige en miserabele leven in de stad (Zeden in de Rasterjaevstraat, 1866). Rond deze tijd bekeerde hij zich ook tot het toen opkomende populisme, een beweging van intellectuelen die het leven van de Russische boer verheerlijkte. In de jaren zeventig (na een reis naar Europa) ging hij zelfs een periode in een dorpje in het Gouvernement Samdra wonen, om het ware boerenleven te leren kennen. Het levert een paar idealistische romans op, waaronder De kracht van het land. Later wordt zijn werk echter pessimistischer: de Russische boer lijkt uiteindelijk niet aan zijn intellectuele verwachtingen te voldoen. In zijn bekendste werk Vlast’ zemli (De macht van de aarde, 1882) wordt duidelijk dat de oorspronkelijke boerengemeenschap al bijna niet meer bestaat en dat het natuurlijke ritme van het boerenleven in zijn ogen verdwijnt. De onoverbrugbare tegenstelling tussen de positieve theorie over het volk (het populisme) en het wezen van het volk zelf (zijn “zwijnensmoel”), dreven Oespenski uiteindelijk te gronde. Na enige jaren in een psychiatrische instelling te hebben verbleven pleegde hij uiteindelijk zelfmoord in 1903.